# Spoke Orkestra
Spoke Orkestra est un collectif de hip-hop français, originaire de la banlieue parisienne. Il se compose initialement des trois slammeurs D’ de Kabal, Nada, Félix J. et Franco Mannara (compositeur), auxquels se sont ajoutés Chris Dumas (batterie), puis Abd El Haq. Les membres se présentent comme « un collectif de slammeurs, surtout pas un groupe. »

## Biographie
Spoke Orkestra se forme en 2000, les membres fréquentant à l'époque les mêmes scènes slam de l'est parisien. « Le slam, c’est un texte, plus quelqu’un qui le dit, plus quelqu’un qui l’écoute », explique D'. En 2003, le trio fait la rencontre de Franco Mannara. Le groupe publie ensuite son premier album intitulé Interdit aux mineurs en mai 2004.
Nada quitte le groupe en 2007, et est définitivement remplacé par Abd el Haq. Toujours en 2007, le collectif présente Spoke en 1000 morceaux, trois projets menés par ses membres respectifs. La même année, ils publient un deuxième album studio intitulé N'existe pas,. Au début de 2009, le groupe est en concert à La renaissance des Trois Baudets, une salle parisienne.
Producteurs prolixes, ils développent parallèlement de nombreux projets parallèles : La Théorie du K.O, Harragas, Dum dum, Ma colère, Stratégies obliques, The 1234, ainsi que de nombreux projets théâtraux, littéraires et leurs carrières solo.

## Discographie
- 2004 : Interdit aux mineurs
- 2007 : N'existe pas
- 2012 : Deux Mille Douze double album : La Peste + En dessous de la réalité
- Compilations : Tchernobyl, Bouchaz'oreilles, Canal 93